# Tom le dinosaure
 (septembre 2012).
Si vous disposez d'ouvrages ou d'articles de référence ou si vous connaissez des sites web de qualité traitant du thème abordé ici, merci de compléter l'article en donnant les références utiles à sa vérifiabilité et en les liant à la section « Notes et références ».
Tom le dinosaure est une série télévisée d'animation en 26 épisodes de 22 minutes, produite par France 2 et France 3, BBC, ZDF et Rai. La série est diffusée en Espagne, en Allemagne sur ZDF, et en France dans l'émission TO3 sur France 3 le 26 avril 2004 et sur France 5 dans Zouzous du 11 février 2012 au 3 mars 2012.

## Synopsis
Tom est un jeune dinosaure qui cherche désespérément à rentrer chez lui et qui entame pour cela un long périple autour du monde. C’est un personnage plus vrai que nature et le meilleur ami dont un enfant puisse rêver. Tom se promenait sur une petite embarcation, le long des côtes de son pays d’origine, lorsqu’une violente tempête a éclaté et l’a emporté loin, très loin de chez lui.